# علی‌خان حاجب‌الدوله
حاج علیرضا مقدم مراغه‌ای ملقب به علی‌خان فراش‌باشی به نام به حاجب‌الدوله، ضیاءالملک و سرانجام اعتمادالسلطنه، از رجال عهد قاجار است. دلیل عمدهٔ شهرت وی حمل نامهٔ قتل امیر کبیر به دستور ناصرالدین‌شاه قاجار است. او پدر محمدحسن خان اعتمادالسلطنه، عبدالعلی‌خان ادیب‌الملک، پدر بزرگ محمدتقی‌خان احتساب‌الملک و جد محسن مقدم و حسن مقدم است.

## دوران محمدشاه
حاج علی خان مراغه‌ای معروف به حاج علی ناظر فرزند محمدحسین خان مقدم مراغه‌ای از ده‌سالگی در دربار محمد میرزا ولیعهد فتحعلی شاه به خدمتگزاری مشغول بود و پس از به سلطنت رسیدن او به تهران آمد و به کارهای حکومتی و درباری پرداخت. خاندان او از سالیان سال قبل به تجارت در خطه آذربایجان اشتغال داشتند. پدرش حسین‌خان مقدم مراغه‌ای به خدمت دربار عباس میرزا نایب‌السلطنه درآمد و با سمت پیشخدمت باشیگری به کار مشغول شد. سپس به تهران آمد و به «دربخانه» شاهی (عصر فتحعلی شاه قاجار) راه یافت و با سمت آجودان‌باشی مخصوص شاه به سفارت فوق‌العاده گسیل و مأمور دربارهای اروپایی شد.

حاج علی، نخست ناظر در خانه مادر محمدشاه بود. پس از مرگ عباس میرزا، به عنوان محرم مادر محمدشاه با او به سفر حج رفت، در بازگشت لقب خانی گرفت. در زمان محمدشاه، بنابر شکایت خدیجه خانم، مادر عباس میرزا ملک‌آرا، او را تنبیه کردند. از آن وقت با مهدعلیا علیه ملک آرا همدست بود.

## دوران ناصرالدین‌شاه
مدّتی پس از مرگ محمدشاه، امیرکبیر، حاج علی خان را به مقام فراشباشی گری گماشت و عامل ترقی او گردید، و حتی از محبت در حق وی دریغ نداشت.
با این وجود، فراشباشی در حلقه بدخواهان امیر درآمد، با میرزا آقاخان هم پیمان و هم سوگند بود. امیر نیز او را به پلیدی و ناکسی شناخت، چنان‌که یکی از نوکران خود را به این زبان سرزنش کرد که: «تو را در سلک لوطی گری حاجی علیخان دیدم».

## قتل امیرکبیر
پس از آن که دشمنان امیرکبیر، ناصرالدین‌شاه را نسبت به او بدگمان کردند، فرمان قتلش را از شاه گرفتند. حاج علی خان مأمور قتل امیرکبیر شد. فرمان شاه بر اعدام امیر چنین صادر گشت:
چاکر آستان ملائک پاسبان، فدوی خاص دولت ابد مدّت، حاج علی‌خان پیشخدمت خاصه، فراشباشی دربار سپهر اقتدار مأمور است که به فین کاشان رفته میرزا تقی‌خان فراهانی را راحت نماید؛ و در انجام این مأموریت بین الاقران مفتخر به مراحم خسروانی مستظهر بوده باشد.
مشهور است که چون حاج علی‌خان بیم داشت که شاه از رای خود برگشته، حکم قتل را فسخ کند، پس از دریافت حکم، شب را در خانه خودش نگذراند. به منزل پسرش عبدالعلی‌خان ادیب‌الملک رفت. سحر با احمد نوکر مخصوصش و علی‌خان نایب فراشخانه که میر غضب بود، سه نفری به‌طور چاپاری روانه کاشان شدند.
مخبر السلطنه در این مورد می‌نویسد: «از غلامحسین صاحب اختیار شنیدم که ناصرالدین شاه گفته بود که به قتل امیر راضی نبودم. میرزا آقاخان تدلیس کرد و دستخط از من گرفت. دستخط دیگر فرستادم که میرزا علی‌خان نرود، گفت رفته است و معاذیر آورد».
وقایع قتل امیر توسط دکتر اعلم الدوله طبیب عزت‌الدوله چنین نقل شده است:
... چون حاج علی‌خان با همراهانش به باغ فین رسیدند، علی اکبربیک چاپار دولتی را دیدند که منتظر بیرون آمدن امیر از حمام بود که جواب نامه مهد علیا را به عزت الدوله بگیرد. فراشباشی دست علی اکبر بیک را گرفت، با خود به حمام برد که زن امیر را از آمدن او مطلع نسازد. فراشباشی با مأموران خود وارد حمام گشتند، دیدند خواجه حرمسرا مشغول جمع‌آوری لباس‌های امیر است. اعتماد السلطنه (حاج علی‌خان) یکی از آن کسان را بر سر او گماشت که از آن‌جا بیرون نرود. سپس پشت در دیگر حمام را سنگچین کردند که کسی از آن راه داخل نگردد. وارد صحن شدند. فراشباشی فرمان شاه را ارائه کرد. امیر خواسته بود عزت‌الدوله را ملاقات کند، یا پیغامی برای او بفرستد، و وصیت بکند. اعتماد السلطنه اجازه نداده بود. پس امیر دلاک را دستور داد رگ‌های هر دو بازویش را بزند …

## پس از قتل امیرکبیر
حاج علی خان پس از قتل امیر به خدمت حاجب الدولگی دربار رسید، اگرچه پس از عزل میرزا آقاخان نوری، او نیز معزول شد. حاج علی خان، هرگز از قتل امیر پشیمان نگشت. در جزوه‌ای که او به خط خود نوشته، شرح خدماتش به میرزا آقاخان نوری را آورده، و قتل امیر را در فهرست آن خدمات ذکر نموده است.
بعدها، محمدحسن خان اعتمادالسلطنه، پسر حاج علی خان، در کتاب خود صدرالتواریخ، شرح قتل امیر را آورده و وقایع را به طرز بی‌شرمانه ای وارونه جلوه داده است. امیر را خائنی معرفی کردند که برای فرار از مرگ، فراشباشی را به رشوه ترغیب می‌کرد. امّا حاج علیخان نپذیرفت و گفت: «... هرگز خلاف اطاعت سلطان نکنم …»
پسر دیگر حاج علی خان، عبدالعلی‌خان ادیب‌الملک، صاحب سلامت نفس بود و در نامه‌ای سرزنش‌آمیز، پدر را در هم‌دستی قتل امیر ملامت کرده، سخنانی به این مضمون نوشت:
با این کار خانواده ما را بدنام کرده‌اید و بعد از این نمی‌توانیم میان مردم سر بلند کنیم.
با این حال حاج علی خان در این زمینه خود را مبری می‌دانست و در ضمن نامه‌ای بلند، پاسخ پسر خود را چنین می‌دهد:
بعد از اینکه این عبد عبید پادشاه اسلام پناه به چشم خود ترجمه حکم غراف نسلرود را از جانب امپراتور روس به وزیر مختار دیوانه می‌بینم که در آن نوشته باشد چون میرزا تقی خان به سفارتخانه ما پناه آورده حمایت از او بر دولت روسیه واجب است .... مگر غیرت مملکتی و نمک خوارگی را باید شخص کنار بگذارد و لباس دیوثی بپوشد تا محترم باشد. بحمدالله، منظور را به اقبال بلند سلطنت عظمی بجا آوردم. چه مضایقه، به عقیده مردم، بدنام من شده باشم. مردم چه می‌دانند چه خبر بود. هنوز هم به اغلب متشبه است که محض نیل خاطر پادشاه، میرزا تقی خان سیاست شده. نمی‌دانند مردکه خود را به چه نحو به دولت کفر بسته، و به چه قسم از حمایت آن مفسده‌ها برپا می‌شد.

## روابط حاج علی خان با مهدعلیا و میرزا آقاخان نوری
حاج علی خان با مهدعلیا و میرزا آقاخان نوری، دو عامل اصلی قتل امیرکبیر، روابط بسیار نزدیک داشت.

او و میرزا آقاخان نوری با هم یار و هم قسم بودند. چنانچه پس از عزل میرزا آقاخان و تبعید او به یزد، در نامه‌ای سراپا عجز و لابه که به خویشاوندان خود نوشت، از حاج علی خان می‌خواهد که پایمردی کند و او را از تبعید برهاند: «همه را مطمئن نماید… ما در این یزد نمیریم».
رابطه مهدعلیا با حاج علی خان، پس از تنبیه حاج علی خان به درخواست خدیجه خانم، زن محمدشاه و مادر عباس میرزا ملک آرا، آغاز شده بود. هر دو علیه خدیجه خانم دسیسه می‌کردند.
مدّتها پس از قتل امیر، حاج علی خان به گلپایگان تبعید شد. امّا به کوشش مهدعلیا رهائی یافت و با لقب ضیاءالملک به حکومت خوزستان رفت.
از کاغذی که مادر شاه به او نگاشته، آشکار است که گزارش برخی عیاشی‌های حاج علیخان در خوزستان به دربار رسیده بود. مهدعلیا در ملامت او می‌نویسد: «پیر شده‌ای، خجالت بکش. چقدر گرد الواطی می‌گردی. من برای حکومت تو ریش و گیس گرو گذاشتم. امّا تو هنوز دست بردار نیستی».

جاستین شیل، وزیر مختار انگلیس گفته است: «در رسوائی و فرومایگی مادر شاه و فراشباشی، قاتل امیرنظام، هر چه گفته شود باز کم است.»

## درگذشت
حاج علی‌خان در تابستان سال ۱۲۴۶ شمسی درگذشت و کلیه مناصب و القاب او به فرزند کوچکش محمدحسن خان رسید.
وی در حرم «حضرت معصومه» در قم مدفون گردید.